# Trochosa presumptuosa
Trochosa presumptuosa là một loài nhện trong họ Lycosidae.
Loài này thuộc chi Trochosa. Trochosa presumptuosa được Holmberg miêu tả năm 1876.